# دیمیتری پوژارسکی
دیمیتری پوژارسکی (روسی: Дми́трий Миха́йлович Пожа́рский؛ IPA: [ˈdmʲitrʲɪj mʲɪˈxajləvʲɪtɕ pɐˈʐarskʲɪj]; ۱ نوامبر ۱۵۷۸ – ۲۰ آوریل ۱۶۴۲ (۶۳ سال)) نظامی اهل روسیه تزاری بود.